# Jean Cuny (aviateur)
Ne doit pas être confondu avec Jean Cuny (prêtre).
Pour les articles homonymes, voir Cuny.
Jean Cuny, né le 19 février 1925 à Tien-Tsin en Chine et mort le 6 avril 1992 à Fontvieille, était un aviateur, journaliste et écrivain français, spécialisé dans l'histoire de l'aéronautique en France.

## Distinctions
- Chevalier de la Légion d'honneur[2]
- Officier de l'Ordre national du Mérite[2]
- Croix de guerre des Théâtres d'opérations extérieurs[2]
- Médaille de l'Aéronautique[2]
- Prix d'histoire de l'aéronautique de l'Aéro-Club de France[3] (1990)[2] auquel est associé la mémoire de Raymond Danel[4].
- Médaille de vermeil de l'Académie nationale de l'air et de l'espace[3] (1991)[2]